# Col du Bez
De Col du Bez is een 1229 meter hoge bergpas in het Centraal Massief.
De col is gelegen in het departement van de Ardèche. Net als de nabije Col de la Chavade ligt de col du Bez op de waterscheiding tussen de Atlantische Oceaan en de Middellandse Zee. De col du Bez is lager dan deze andere col, maar is langs de oostzijde relatief moeilijk bereikbaar: ofwel via de moeilijke Gorges de la Borne, ofwel via de hogere Col de Meyrand. De wat noordelijker gelegen Col de la Chavade vervult daarom een belangrijkere verkeersfunctie dan de col du Bez. De pas is genoemd naar het gehucht le Bez, dat zich op de pashoogte bevindt.
Op de pas vertrekt het langeafstandswandelpad GR72. De GR72 volgt grofweg de Europese waterscheiding en eindigt bij het Cevenoolse dorp Barre-des-Cévennes.
De oostzijde van de pas behoort via de Borne, Chassezac en Ardèche tot het stroomgebied van de Rhône. De westzijde van de pas behoort via de beek van Masméjean, de Allier tot het stroomgebied van de Loire.
De pasweg start aan de westzijde in Luc en aan de oostkant aan de kruising van de D19 (richting col de la Croix de Bauzon, 1307 m) en de D24 (richting col de Meyrand, 1369 m). Er is geen weg die de Borne volgt. De rivier loopt hier in een diepe kloof (Gorges de la Borne).

## Wielrennen
De col wordt in de Ronde van Frankrijk 2015 beklommen.